# Culiseta amurensis
Culiseta amurensis är en tvåvingeart som beskrevs av Maslov 1964. Culiseta amurensis ingår i släktet Culiseta och familjen stickmyggor. Inga underarter finns listade i Catalogue of Life.